# Distretto di Kabwe
Il distretto di Kabwe è un distretto dello Zambia, parte della Provincia Centrale.
Il distretto comprende 27 ward:
- Ben Kapufi
- Bwacha
- Chililalila
- Chimanimani
- Chinyanja
- Chirwa
- David Ramushu
- Highridge
- Justine Kabwe
- Kalonga
- Kang'omba
- Kaputula
- Kawama
- Luangwa
- Luansase
- Makululu
- Moomba
- Mpima
- Munga
- Munyama
- Muwowo
- Muwowo East
- Nakoli
- Ngungu
- Njanji
- Waya
- Zambezi